# Shahr Bank
Shahr Bank è una delle banche private in Iran che ha avviato ufficialmente le sue operazioni il 9 febbraio 2009. In passato, questa banca forniva servizi finanziari con i nomi "Honarvaran Shahr Cooperative" e "Shahr Credit Cooperative."
La Shahr Bank è stata fondata dal Municipio di Teheran, e le sue azioni sono principalmente possedute dai municipi di varie città e aree metropolitane, dai dipendenti municipali e da una parte del pubblico iraniano.
Nel 2014, ha registrato il più grande aumento delle risorse tra le banche private. La banca ha filiali in molte città dell'Iran.

## Storia
La Shahr Credit and Financial Institution è stata fondata con l'autorizzazione della Banca Centrale e con azioni possedute dai municipi di Teheran e di altre aree metropolitane iraniane. Ha iniziato ufficialmente le sue operazioni il 9 febbraio 2009, con un capitale iniziale di 1,5 trilioni di rial iraniani.
La principale motivazione per la creazione di questa banca era soddisfare la necessità dei municipi di finanziamenti su larga scala, liquidità e capitale per coprire i costi dello sviluppo urbano, con l'obiettivo di raggiungere l'autosufficienza nella gestione urbana.
Dopo ampi sforzi da parte dei dirigenti senior del Municipio di Teheran e di altre aree metropolitane, e con un aumento del capitale da parte degli azionisti fino a 2 trilioni di rial, la Banca Centrale, in coordinamento con il Consiglio Superiore del Denaro e del Credito, ha approvato la registrazione della Shahr Bank l'8 febbraio 2010. La banca è stata ufficialmente aperta l'8 marzo 2010.
Due anni dopo la sua fondazione, gli azionisti aumentarono il capitale della banca a 4 trilioni di rial per fornire la liquidità necessaria. Questa somma rimase invariata fino al 2013, quando il capitale fu aumentato a 7,9 trilioni di rial nel mese di luglio. Entro dicembre 2015, aveva raggiunto i 15,573 trilioni di rial.

## Azionisti

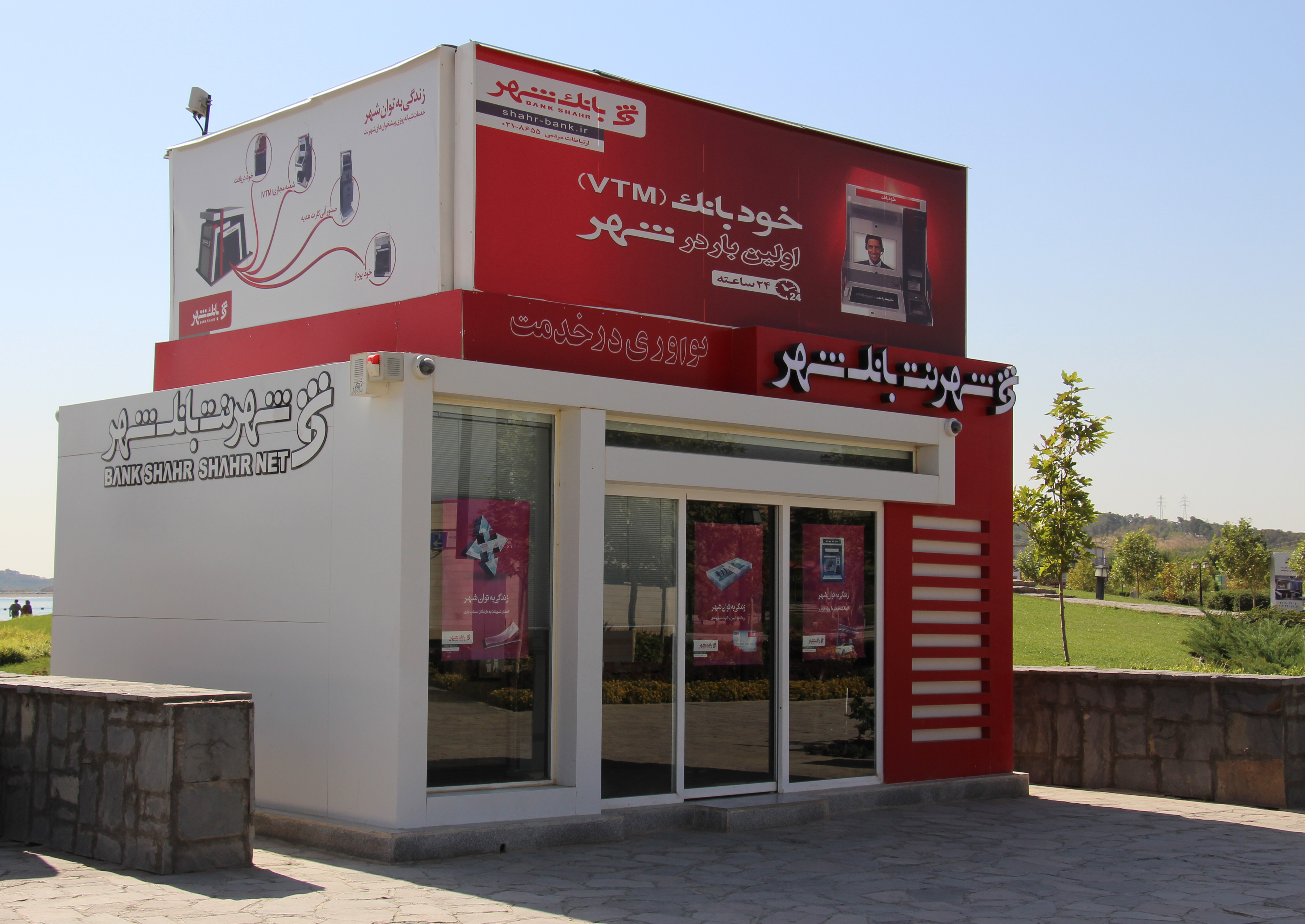
Chioschi della Shahr Bank nelle aree pubbliche

Secondo i rapporti pubblicati dalla banca, circa il 30% delle azioni della Shahr Bank sono negoziate pubblicamente. Una parte delle azioni è detenuta dai dipendenti delle sussidiarie del Municipio di Teheran, dai dipendenti delle organizzazioni municipali di altre aree metropolitane e da privati. I principali azionisti della Shahr Bank sono elencati di seguito:
- Municipio di Teheran
- Municipio di Shiraz
- Cooperativa di Produzione e Distribuzione per i dipendenti del Municipio di Teheran
- Municipio di Isfahan
- Fondo di riserva dei dipendenti del Municipio di Teheran
- Municipio di Qazvin
- Municipio di Mashhad
- Municipio di Qom
- Municipio di Karaj
- Municipio di Ahvaz
- Municipio di Tabriz

## Sussidiarie
La Shahr Bank ha quattro sussidiarie: una holding finanziaria ed economica con otto sussidiarie, una holding di tecnologia dell'informazione con tre sussidiarie, una holding industriale, mineraria ed energetica con due sussidiarie e quattro società indipendenti sotto la sua struttura.

### Holding di costruzione e sviluppo urbano
- Jahan Housing and Construction Company
- Paydar City Building and Construction Company
- Kish Atiyeh Trade Housing and Urban Development Company
- Tehran City Renovation Company

### Holding finanziaria ed economica
- Shahr Atiyeh Investment Company
- Shahr Brokerage Company
- Tamadon Capital Development Company
- ShahrAyin Tourism Development Company
- Shahr Leasing Company
- Shahr Financial Group
- Shahr Insurance Services Company

### Holding di tecnologia dell'informazione
- Shahr Development and Innovation Company
- Shahr Intelligent Strategy Company
- Secure Network Technology Company (Fash)

### Holding industriale, minerario ed energetico
- Shahr Industrial and Mining Development Group
- Jahan Economy and Future Investment Company

## Struttura

### Consiglio di amministrazione
Il consiglio di amministrazione della Shahr Bank è composto da sette membri: Seyed Mohammad Mehdi Ahmadi (CEO e membro del consiglio), Barat Karimi (presidente), Javad Attaran (membro del consiglio), Hesam Habibollah (membro del consiglio), Reza Yarifard (membro del consiglio), Mehdi Mirza Mohammadi (membro del consiglio), e Vahid Mohammadreza Khani (membro del consiglio).

## Standardizzazione
La Banca Shahr, tenendo conto dei requisiti degli standard internazionali del sistema di gestione della qualità basati su ISO 9001, del sistema di gestione dei reclami dei clienti basato su ISO 10002, del sistema di gestione ambientale basato su ISO 14001 e del sistema di gestione della formazione basato su ISO 10015, ha stabilito il raggiungimento degli obiettivi strategici di questi standard come suo obiettivo principale.

## Responsabilità sociale
La banca ha contribuito al completamento di progetti urbani a Teheran, come l'autostrada Imam Ali, il ponte elevato Sadr, il tunnel Niyayesh e lo sviluppo delle linee ferroviarie nelle città metropolitane, comprese le linee 6 e 7 della metropolitana di Teheran, tutti completati con il supporto della banca. Inoltre, la banca ha fornito servizi bancari per i pellegrini iraniani in Iraq e alla Fiera Internazionale del Libro di Teheran e in tutte le 29 province dell'Iran, nonché l'emissione di carte voucher virtuali da utilizzare con Midan-Near Communications, tutti servizi sociali significativi forniti dalla banca. La Banca Shahr è stata anche sponsor del secondo Festival Nazionale del Patrimonio Culturale Multimediale a Qazvin.

## Premi e riconoscimenti
- Al 8º festival My Favorite Bank, la Banca Shahr ha vinto il titolo di seconda banca più popolare tra le banche private e pubbliche in base ai voti del pubblico.[19]
- Ha ricevuto il massimo premio di responsabilità sociale nel 2024.[20]
- Ha ricevuto il Trofeo d'Oro alla 7ª Conferenza Nazionale sulla Responsabilità Sociale e la Cultura Organizzativa nel 2024.[21]
- Si è classificata seconda tra le banche quotate per capitale.[22]

## Galleria d'immagini

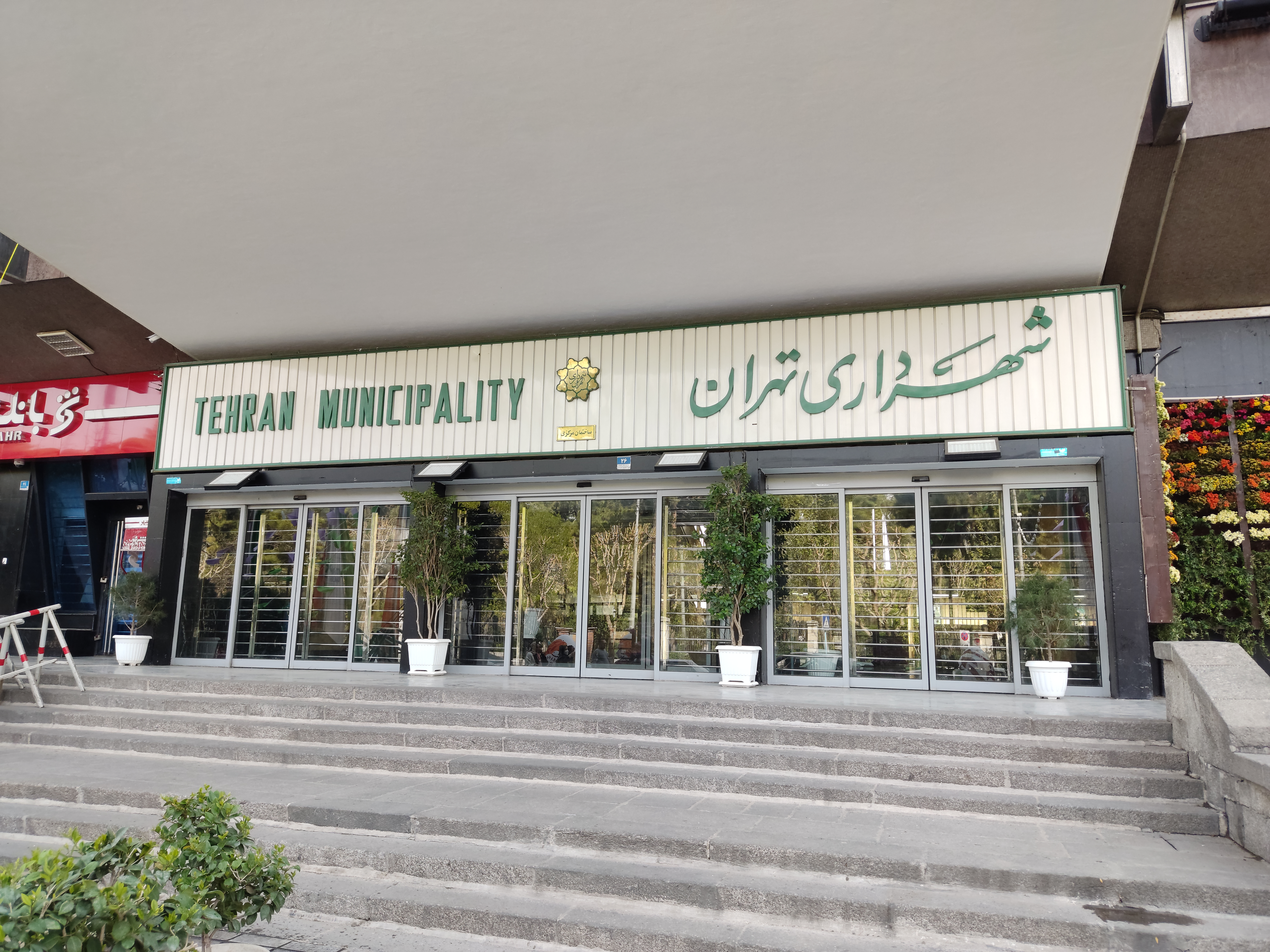
Il Municipio di Teheran, uno degli azionisti della Banca Shahr